# José Vaz (padre)
São José Vaz (Inglês: Saint Joseph Vaz; Konkani: Bhagivont Zuze Vaz; em cingalês:  ශාන්ත ජුසේ වාස් පියතුමා Santha Juse Vaz Piyathuma; em tâmil:  புனித ஜோசப் வாஸ்) C.O. (Goa, Estado Português da Índia, 21 de abril de 1651 — Kandy, Sri Lanka, 16 de janeiro de 1711) foi um missionário conhecido como o Apóstolo do Sri Lanka, onde atuou desde 1687 até o fim de sua vida em 1711. Dedicou-se principalmente a cuidar dos enfermos, enfrentando a resistência dos holandeses calvinistas, colonizadores do então Ceilão.
Foi canonizado pelo Papa Francisco no dia 14 de janeiro de 2015, em uma cerimônia realizada na cidade de Colombo, no Sri Lanka.

## Biografia

### Infância
José Vaz foi o terceiro dos seis filhos do casal cristão Cristóvão Vaz e Maria de Miranda. Frequentou a escola primária em Goa, onde aprendeu o latim e a língua portuguesa, decorrente da colonização da Índia por Portugal.

### Juventude
Frequentou a Universidade dos Jesuítas em Goa, onde estudou Humanidades e depois Filosofia e Teologia na Academia de São Tomás de Aquino. Ordenou-se em 1676, abrindo em seguida uma escola de latim para os seminaristas em Goa. Em 1677 consagrou-se como "Servo de Maria", através de um documento conhecido como "Carta de Servidão".     

### Atuação no Ceilão
José manifestou o desejo de exercer sua missão no Ceilão (atual Sri Lanka) ao saber que a religião católica local estava sendo perseguida pelos holandeses calvinistas, que eram os colonizadores na época. Não havia lá nenhum sacerdote católico há mais de cinquenta anos.
Enquanto não se concretizava este seu desejo, formou uma pequena congregação de sacerdotes em Goa com a Igreja da Santa Cruz dos Milagres. José foi o superior na congregação, estabelecendo um estatuto canônico definitivo àquele Oratório, introduzindo exercícios religiosos e obras de caridade, preparando assim seus membros para a missão. 
Demitiu-se daquela obra em 1686, viajando para o Ceilão disfarçado de trabalhador ambulante, para evitar a perseguição dos calvinistas. Na Páscoa de 1687, desembarcou em Jaffna, ao norte do Ceilão.   
Iniciou sua missão entrando em contato com católicos, sem despertar a atenção dos holandeses. Administrava secretamente batismos à noite e atendia as aldeias de população carente, tornando-se logo conhecido também dos holandeses. Em 1692 foi encarcerado junto com outros católicos, acusado pelos calvinistas de ser um espião português.
Em 1696, uma grande seca se abateu sobre aquela região. Conta-se que José teria pedido para erigir um altar e uma cruz em um campo de Kandy. Depois de suas orações, choveu abundantemente, ficando secos José e o altar. Este fato teria sido o início de uma maior liberdade em sua missão, pois a partir de então o rei pediu que José fizesse orações por todo o reino.
Com o passar do tempo, chegaram novos missionários de Goa, para auxiliar no trabalho de José. Em 1710, apesar de já apresentar alguns problemas de saúde, empreendeu uma nova viagem missionária e assim que retornou a Kandy caiu enfermo seriamente. Chegou a se recuperar, mas já debilitado, morreu no ano seguinte, em 16 de janeiro de 1711.

### Beatificação e canonização
José Vaz foi beatificado pelo Papa João Paulo II em 21 de janeiro de 1995 e canonizado pelo Papa Francisco em 14 de janeiro de 2015. Tanto a cerimônia de beatificação como a de canonização aconteceram em Colombo, no Sri Lanka. A canonização do beato foi por decreto, chamada de equipolente ou equivalente, quando há um longo tempo como beato, sendo já popularmente venerado como santo. Neste caso não é necessário o processo para a comprovação de milagres. 